# ФК Го Ахед Иглс
Го Ахед Иглс (хол. Go Ahead Eagles), холандски фудбалски клуб из Девентера. Тренутно се такмичи у првој лиги Холандије. Своје мечеве игра на стадиону Де Аделаршорст (Соколово гнездо). Као домаћин игра у жуто-црвеним дресовима, а као гост у плавим.

## Историја
Клуб је основан 1902. године у Девентеру, и прво се звао Би Квик (Буди Брз). Ипак, према правилима холандске фудбалске федерације убрзо су морали да промене име клубу, и изабрано је име Го Ахед. Прво је то био аматерски фудбалски клуб, али је врло брзо достигао свој врхунац, освојио је национално првенство 4 пута: 1917. , 1922. , 1930. и 1933.
Професионалан фудбалски клуб постао је недуго затим, и такмичио се у најнижем рангу такмичења у Холандији (Трећој лиги Холандије), која до 2010. године није ни постојала. У сезони 1956/1957. , клуб је завршио као 13. , што је била његова прва сезона као професионалан фудбалски клуб. Ипак, ствари су кренуле на боље и клуб је убрзо успео да освоји Трећу лигу и буде промовисан у виши ранг такмичења.
1963. квалификовали су се за Ередивизију. Пет сезона за редом клуб је играо у највишем рангу такмичења и чак је освојио у сезони 1967/68. треће место и могућност да игра у европским такмичењима. Састали су се са Селтиком из Глазгова, у утакмици код куће поражени су са 6:0, док су као гости изгубили са 1:0.
1. јула, клуб добија додатак у имену, те се од тада зове Го Ахед Иглс, по замисли тренера Берија Хјуза. Тада су играли у љубичасто-белим дресовима, налик Андерлехтовим.
После 1973. године клуб никада није успео да доспе међу првих 10 у Холандији, изузев 1979. Након 24 године су испали у Другу лигу Холандије, неколико кодина касније.
Овога пута, Соколови нису били тако успешни у Другој лиги Холандије, али ипак су успели да се врате у Ередивизију у 1992. години, када су победили Хаг у финалу плеј-офа. Код куће је било 3:0, а и у гостима су победили са 1:0. Но, у сезони 1995/96. завршили су на разочаравајућем последњем месту, и поново су се вратили у нижи ранг такмичења. Али, у сезони 2012/13. , поново су победили у плеј-офу холандске друге лиге, и иако су завршили тек као шести у регуларном делу сезоне, поново се вратили у Ередивизију након 17 сезона проведених у нижем рангу.

## Титуле и успеси
- Ередивизија
  - Победници: 1917, 1922, 1930 и 1933.

- Куп Холандије
  - Победници: 2025.